# Refugi de Bassa d'Oles
El refugi de la Bassa d'Oles o d'Era Piusa és un refugi de muntanya dins el terme de Gausac, al municipi de Vielha e Mijaran (Vall d'Aran) a 1.599 m d'altitud i situat al vessant oriental del pic de Montcorbison i al costat de la Bassa d'Oles.
S'hi pot arribar a peu des de Gausac (8 km) o amb cotxe per una pista asfaltada des d'Aubèrt (14 km).